# Окрузи Замбије
Десет покрајине Замбије су подељене на 116 округа.
Члан 109 у поглављу VIII устава Замбије односи се на локалној самоуправи. Он говори да треба бити нека врста локалне самоуправе, и да та локална самоуправа треба бити заснована на демократски изабрана већа заснована на опште право гласа.

## Окрузи Замбије
До 2011, Замбија је била подељена на 72 округа. Ипак, од 2011, нови окрузи су били оснивани, што повећава број округа на 116.
Укупан број округа по покрајини:
1. Централна покрајина – 11 округа
2. Покрајина Копербелт – 10 округа
3. Источна покрајина – 15 округа
4. Покрајина Луапула – 12 округа
5. Покрајина Лусака – 6 округа
6. Покрајина Мучинга – 8 округа
7. Северна покрајина – 12 округа
8. Северозападна покрајина – 11 округа
9. Јужна покрајина – 15 округа
10. Западна покрајина – 16 округа

## Списак округа по покрајини

### Централна покрајина
Централна покрајина се састоји од 11 округа.
- Округ Кабве
- Округ Капири Мпоши
- Округ Луано
- Округ Мкуши
- Округ Мумбва
- Округ Нгабве
- Округ Серенџе
- Округ Чибомбо
- Округ Чисамба
- Округ Читамбо
- Округ Шибујунџи[4]

### Покрајина Копербелт
Покрајина Копербелт се састоји од 10 округа.
- Округ Калулуши
- Округ Китве
- Округ Луаншја
- Округ Луфвањама
- Округ Масаити
- Округ Мпонгве
- Округ Муфулира
- Округ Ндола
- Округ Чилилабомбве
- Округ Чингола

### Источна покрајина
Источна покрајина се састоји од 15 округа.
- Округ Вубви
- Округ Касененгва
- Округ Катете
- Округ Лумези
- Округ Лундази
- Округ Лусангази
- Округ Мамбве
- Округ Њимбва
- Округ Петауке
- Округ Синда
- Округ Чадиза
- Округ Чама
- Округ Часефу
- Округ Чипангали
- Округ Чипата

### Покрајина Луапула
Покрајина Луапула се састоји од 12 округа.
- Округ Кавамбва
- Округ Лунга
- Округ Манса
- Округ Мвансабомбве
- Округ Мвенсе
- Округ Миленге
- Округ Нчеленге
- Округ Самфја
- Округ Чембе
- Округ Чиенги
- Округ Чипили
- Округ Чифунабули

### Покрајина Лусака
Покрајина Лусака се састоји од 6 округа.
- Округ Кафуе
- Округ Луангва
- Округ Лусака
- Округ Руфунса
- Округ Чиланга
- Округ Чонгве

### Покрајина Мучинга
Покрајина Мучинга се састоји од 8 округа, уз разматрање проглашења подручја Чилинда у Чинсалију у службеном листу као 9. округа.
- Округ Исока
- Округ Канчибија
- Округ Лавушиманда
- Округ Мафинга
- Округ Мпика
- Округ Наконде
- Округ Чинсали
- Округ Шиванганду

### Северна покрајина
Северна покрајина се састоји од 12 округа.
- Округ Капута
- Округ Касама
- Округ Лунте
- Округ Лупосоши
- Округ Лувингу
- Округ Мбала
- Округ Мпорокосо
- Округ Мпулунгу
- Округ Мунгви
- Округ Нсама
- Округ Сенга
- Округ Чилуби

### Северозападна покрајина
Северозападна покрајина се састоји од 11 округа.
- Округ Замбези
- Округ Икеленге
- Округ Калумбила
- Округ Капомбо
- Округ Касемпа
- Округ Мањинга
- Округ Мвинилунга
- Округ Муфумбве
- Округ Мушиндамо
- Округ Солвези
- Округ Чавума

### Јужна покрајина
Јужна покрајина се састоји од 15 округа. Административни центар био је премештен од Ливингстон до Чома 2012. године. Ливингстон је задржао статус националне туристичке престонице.
- Округ Гвембе
- Округ Зимба
- Округ Итежи-Тежи
- Округ Казунгула
- Округ Каломо
- Округ Ливингстон
- Округ Мазабука
- Округ Монзе
- Округ Намвала
- Округ Пемба
- Округ Сиавонга
- Округ Синазонгве
- Округ Чиканканта
- Округ Чирунду
- Округ Чома

### Западна покрајина
Западна покрајина се састоји од 16 округа.
- Округ Калабо
- Округ Каома
- Округ Лимулунга
- Округ Луампа
- Округ Лукулу
- Округ Мванди
- Округ Митете
- Округ Монгу
- Округ Мулобези
- Округ Налоло
- Округ Нкејема
- Округ Сенанга
- Округ Сешеке
- Округ Сиконго
- Округ Сиома
- Округ Шангомбо